# 크리스 프랫
크리스토퍼 마이클 프랫(영어: Christopher Michael Pratt, 1979년 6월 21일 ~ )은 간단히 크리스 프랫(영어: Chris Pratt)으로 잘 알려진 미국의 배우이다. 프랫은 텔레비전 드라마 《에버우드》에서 브라이트 애벗 역, 《팍스 앤 레크리에이션》에서 앤디 드와이어 역으로 잘 알려져 있다. 《원티드》 (2008), 《머니볼》 (2011), 《5년째 약혼중》 (2012), 《제로 다크 서티》 (2012), 《딜리버리 맨》 (2013), 《그녀》 (2013)와 같은 영화에서 조연으로 출연하였다. 2014년 《레고 무비》에서 에밋의 목소리와 《가디언즈 오브 갤럭시》의 스타로드 / 피터 퀼 역, 2015년 《쥬라기 월드》의 오웬 그레이디 역으로 국제적인 지명도를 올렸으며, 흥행에도 성공하였다. 또한, 비평가로부터도 좋은 평을 받았다.

## 성장 과정
프랫은 1979년 6월 21일 미네소타주의 버지니아에서 태어났다. 어머니 캐슬린 "캐시" 루이즈 인달, 1955년생)는 슈퍼마켓 세이프웨이의 직원이며, 아버지 대니얼 클리프턴 "댄" 프랫, 1953년 ~ 2014년 사망)은 광부였다가 리모델링 사업을 했었다. 어머니는 노르웨이계이며, 아버지는 잉글랜드계, 독일계, 스위스계, 프랑스계 캐나다인 혈통이다. 형제자매로는 형 컬리와 누나 앤지가 있다. 미네소타의 타코나이트 광산에 살다가 세 살 때, 프랫은 광부였던 아버지를 따라 알래스카주의 금광촌으로 이주했으며 그 곳에서 4년간 살았다. 이후, 워싱턴주의 레이크스티븐스으로 이주하여 성장했다. 레이크스티븐스 고등학교를 다니면서 레슬링 선수로 활동하였으며, 대회에서 5등을 하였다. 레슬링 코치가 프랫에게 장차 무엇을 하고 싶은 지에 대해 물었을 때 프랫은 “‘모르겠어요. 하지만 저는 유명해질거고 돈도 완전 많이 벌거에요.’라고 대답했어요. 무엇을 어떻게 해야할지 아무런 계획도 없이 말이에요. 그건 마치 ‘난 우주인이 될거야. 언젠가 우주복을 입고 우주에 갈거야.’ 라는 식의 멍청한 대답이었죠.”라고 말했다.
크리스 프랫은 커뮤니티 칼리지에 진학했으나 반 학기 만에 자퇴했으며, 이 후 할인 티켓 판매상으로, 또 주간에는 스트리퍼로 일했다. 마우이섬으로 이주한 후 노숙자가 되었고 차 안이나 해변의 텐트에서 숙식을 해결했다. 〈인디펜던트〉와의 인터뷰에서 프랫은 “그 곳은 노숙자들에게는 꽤 괜찮은 환경이었어요. 우리는 술도 마시고 대마초도 피고는 했죠. 가스, 음식, 낚시 용품과 같은 숙식에 필요한 최소한으로만 일하면서 말이에요.”라고 말했다. 프랫은 그 당시에 닥터 드레의 음반 2001을 매일 들었으며, "앨범의 모든 단어"를 알았다고 한다. 나중에, 인터뷰에서 프랫은 음반의 수록곡 "Forgot About Dre"를 부르기도 했다.

## 경력

### 2000년 ~ 2009년

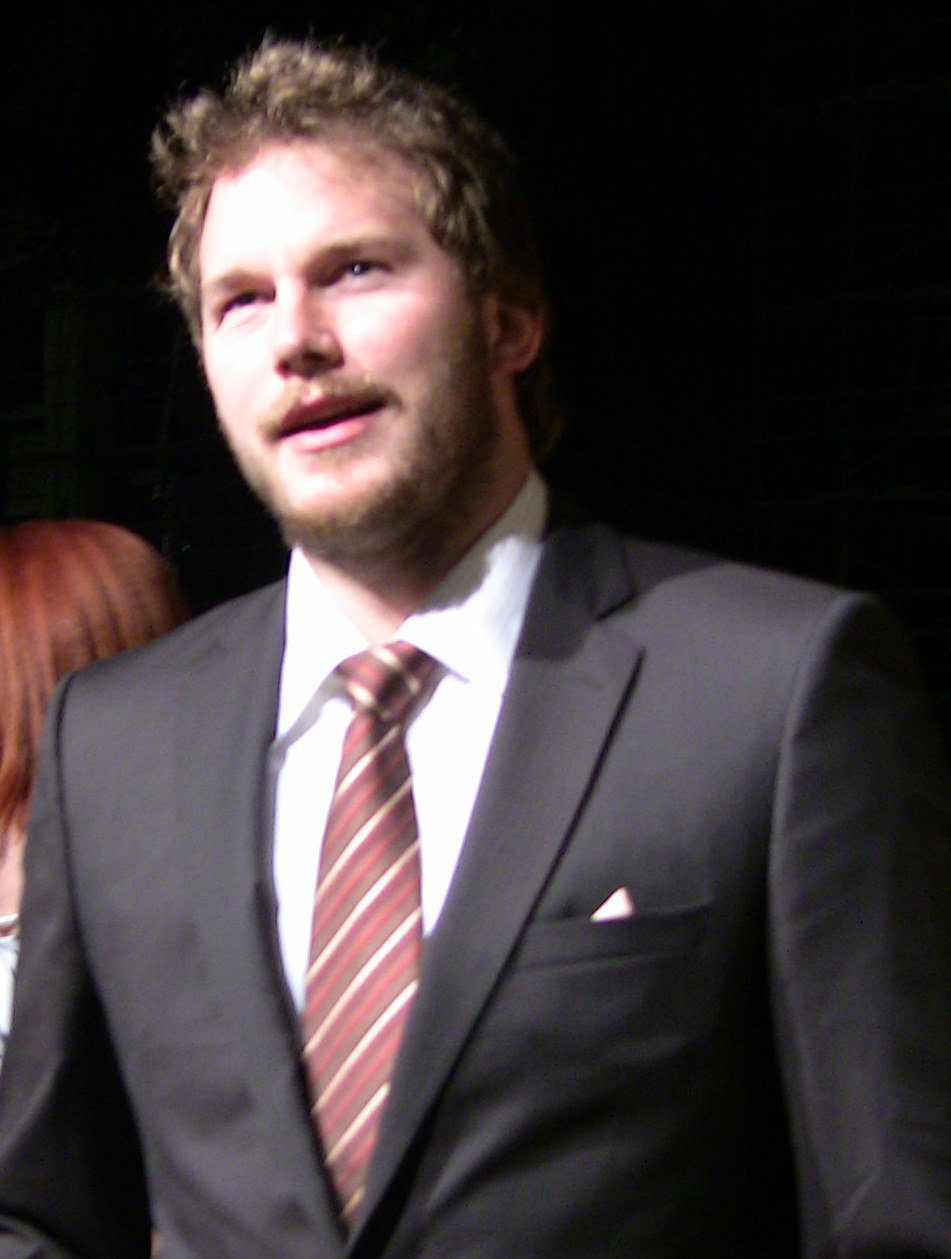
2009년 《팍스 앤 레크리에이션》 프리미어에서 프랫

프랫은 2000년 19세의 나이로 마우이의 버바 검프 슈림프 컴퍼니 레스토랑에서 종업원으로 일하던 중 배우이자 감독인 레이 돈 총이 배우로 캐스팅하였다. 총은 프랫을 자신의 첫 감독 데뷔작인 단편 공포 영화 《Cursed Part 3》에 출연시켜 로스앤젤레스에서 촬영을 하였다.
2002년, 프랫은 《에버우드》에서 주연 중 하나인 해럴드 브라이턴 "브라이트" 애벗 역을 맡았다. 2005년에는 텔레비전 SF 영화 《저지먼트 데이: 지구붕괴》에서 네이선 매케인 역을 연기했다. 《에버우드》의 시즌이 취소된 후, 프랫은 2006년부터 2007년까지 《The O.C.》의 시즌 4에서 윈체스터 "체" 쿡 역을 연기했다. 2008년 영화 《원티드》에서는 제임스 매커보이가 맡은 깁슨의 회사 동료이자 친구인 배리 역을 연기했다.
프랫은 2009년에 공개된 《스타 트렉: 더 비기닝》의 주인공 제임스 T. 커크 역, 《아바타》의 주인공 제이크 설리 역, 《지.아이.조: 전쟁의 서막》의 주인공 듀크 역할에 오디션을 보았지만 캐스팅되지 않았다. 나중에 프랫은 캐스팅되지 않은 것에 대해 “그 때 오디션을 받다가 중간 쯤에 감독을 보니 눈에 지루한 기색이 역력했다. 그때 나는 상당히 육중하고 몸매도 엉망이였다. G.I. 조 피규어의 실사판이라고는 도저히 볼 수 없는 상태였다.”라고 말했다. 또, “제가 아바타의 제이크 설리 역에 오디션을 봤을 때 심사위원들은 "뭔가"를 가지고 있는 배우를 찾는다고 했어요. 오디션장에 들어갔을 때 저는 그들이 찾는 무언가를 갖고 있는 사람이 아니라는 걸 알았죠. 오디션장에서 나오면서 저는 ‘아마 나는 그 무언가를 절대 가질 수 없을거야.’라는 생각을 하면서 나왔어요.”라고도 말했다. 또, 직업에 대한 열정에 대해 다음과 같이 말했다. “사람들은 일을 해야만 하죠. 저는 단지 그런 빌어먹을 레스토랑에서 일하고 싶지 않았어요.”라고 말했다. 프랫은 NBC의 코미디 드라마 《팍스 앤 레크리에이션》에서 앤디 드와이어 역을 연기했다. 원래는 임시 등장인물이였으나, 프로듀서가 마음에 들어했기 때문에 주연 캐릭터로 등장하게 되었다. 같은 해, 《신부들의 전쟁》에서 프랫은 앤 해서웨이가 연기한 에마의 약혼자 플레처를 연기했다. 《딥 인 더 밸리》 또한 같은 해 공개되었으며, 프랫은 레스터 왓츠 역을 연기해 브렌던 하인스와 호흡을 맞추었다. 프랫은 나중에 이 영화에 출연한 것에 대해 “내가 1순위로 캐스팅된 건 그때가 처음이었어요. 하지만, 음, 안 좋았어요.”라고 말했다.

### 2010년 ~ 현재

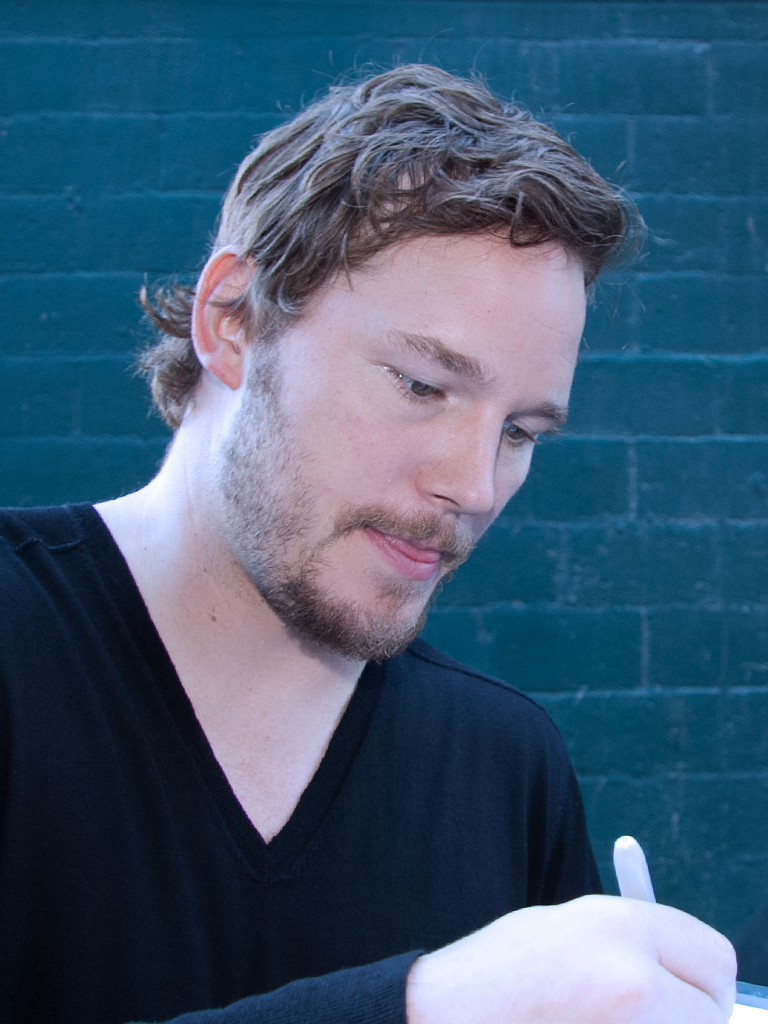
2011년 토론토 국제 영화제에서 프랫

2011년 프랫은 《테이크 미 홈 투나잇》에서 카일 마스터슨 역을 연기하였다. 같은 해, 영화 《머니볼》에서 스콧 해티버그 역할을 맡았다. 프랫은 당시 여자친구이자 현재 아내인 애나 패리스의 요리 덕분에 약 20kg 정도 살이 찐 상태였다. 프랫은 역할을 따내기 위해 약 15kg 감량을 하여 캐스팅 디렉터에게 사진을 보냈고, 역할을 따낼 수 있었다. 《머니볼》 전까지만 해도 프랫은 젊고 약간 어리숙한 역을 주로 하는 배우로만 알려져 있었다. 하지만 《머니볼》에서 완전히 새로운 야구 포지션으로 전향하며 그 과정에 벌어지는 실의에 빠진 야구 선수이자 아버지 역할을 연기했다. 프랫은 이 영화에 출연하기 위해 살을 뺐을 뿐만 아니라 야구 선수들의 기술, 걸음걸이, 폼 등을 익혔다. 같은 해, 《텐 이얼즈》에 출연하기 위해 살을 다시 찌웠으며, 컬리 역으로 출연하였다. 네이비 실 대원 저스틴으로 출연한 2011년 영화 《제로 다크 서티》에 출연하기 위해서 다시 살을 뺐다.
2012년, 《5년째 약혼중》에서 앨릭스 에일하우어 역을 연기하였다.
2013년, 프랫은 마블 스튜디오의 영화 《가디언즈 오브 갤럭시》에서 피터 퀼 / 스타로드 역으로 출연할 기회를 얻어 판도를 바꿀 기회가 왔으나 프랫은 《팍스 앤 레크리에이션》에서 뚱뚱한 캐릭터인 앤디 드와이어를 연기하고 있었기 때문에, 프랫은 처음에 이 역을 거절했다. 또, 프랫은 “다른 커크 함장과 아바타와 같은 경우를 원하지 않았다.”라고 하였다. 캐스팅 디렉터 세라 핀은 감독인 제임스 건에게 추천하여 같이 만났고, 프랫이 적역이라고 확신했다. 프랫은 《딜리버리 맨》의 촬영을 위해 다시 살쪄있었지만, 프로듀서 케빈 파이기도 피터 퀼 역에 납득하게 되었다. 프랫은 마블과 여러 영화와 계약을 체결하였다. 또, 영화 참여를 위한 《팍스 앤 레크리에이션》 참여를 일시 정지할 수 있는 권한을 얻었다. 촬영 전에 프랫은 6개월간 60파운드 (27kg) 체중 감량을 위해 식이 요법과 운동 요법을 받았다. 빈스 본과 호흡을 맞춘 《딜리버리 맨》은 같은 해 공개되었다. 2013년 5월 《그녀》에 캐스팅되었다고 발표하였다. 영화는 2013년 하반기에 공개되었으며 폴 역할을 연기했다.
이때까지만 해도 프랫은 조연 배우로만 알려져 있었다. 하지만 2014년에 두 영화에 주연으로 출연하며 판도가 바뀌었다. 모험 코미디 애니메이션 영화 《레고 무비》에 에밋 목소리로 출연하였으며, 이 영화는 북아메리카에서 다섯번째로 가장 많은 수입을 낸 영화가 되었으며, 평론가로부터도 좋은 평을 받았다. 《가디언즈 오브 갤럭시》에는 피터 퀼 / 스타로드 역으로 출연하였으며, 이 영화는 마블 코믹스의 동명의 팀을 원작으로 한 것이다. 《가디언즈 오브 갤럭시》 또한 북아메리카에서 세번째로 가장 많은 수입을 낸 영화가 되었으며, 평론가로부터도 좋은 평을 받았다.
2013년 11월 프랫은 “나의 ‘스타 워즈’”라고 언급할 정도로 《쥬라기 공원 시리즈》의 열렬한 팬이었던 프랫은 조시 브롤린에서 교체되어 《쥬라기 월드》에 캐스팅되었다. 2015년 공개되었으며, 프랫은 주인공 벨로키랍토르 조련사 오웬 그레이디 역할로 출연하였다. 《쥬라기 월드》는 역대 영화 흥행 수입에서 3위를 한 영화가 되었다. 평론가로부터도 좋은 평을 받았다.

## 이미지와 연기 스타일

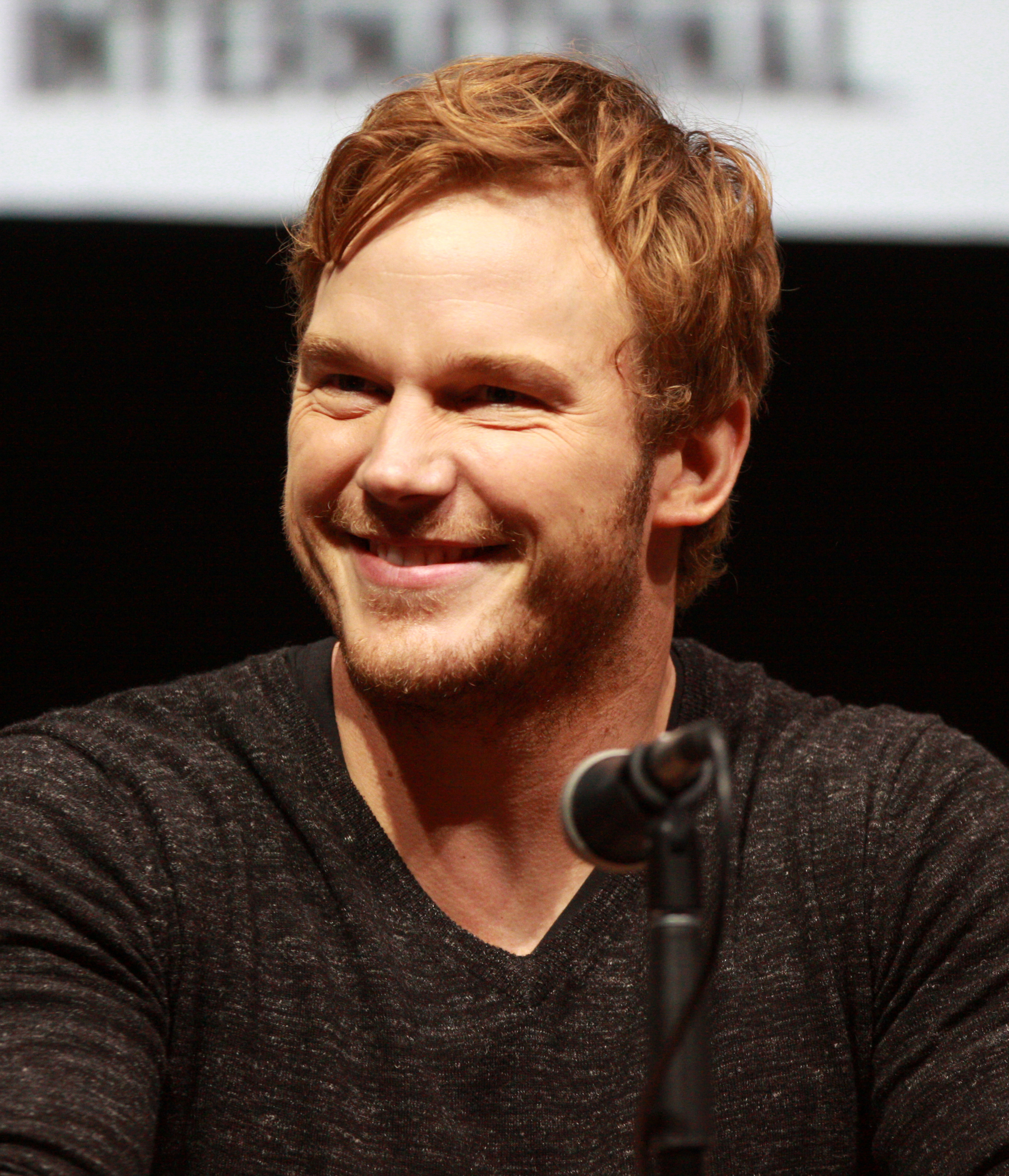
2013년 샌디에이고 코믹콘 인터내셔널에서 프랫

드라마 《에버우드》 때의 몸무게는 99kg였으며, 《딜리버리 맨》에서의 역할을 위해 133kg까지 몸을 불렸다. 그 후 《제로 다크 서티》와 《가디언즈 오브 갤럭시》에 출연할 때는 다시 100kg 정도로 체중을 줄였다. 이와 같은 12년간의 체중 변화로 2014년 7월 18일자 《엔터테인먼트 위클리》의 표지를 장식하였다. 2014년 9월 27일 《새터데이 나이트 라이브》에 출연하여 프랫 자신의 고무줄 몸무게를 개그 소재로 사용하였다. 《팍스 앤 레크리에이션》의 촬영을 위해 프랫은 몸무게를 계속해서 불렸는데, 프랫은 이에 대해 “‘와, 나 살찌고 있네’ 생각했죠. (중략) 내가 나를 보면서 웃고 있더라고요. ‘바로 이거다. 이런 걸 하는 사람은 아무도 없다. 자신감이 충만한 멍청한 뚱보를 연기하는 사람은 없다.’ 그래서 시작했죠.”라고 하면서 제작진에게 몸을 더욱 불리고 싶다고 말했다. 프랫은 영국판 〈맨즈 헬스〉 2015년 7월호에서 “대본 리딩을 할 때마다 햄버거를 4개씩 먹었고, 정말 뚱뚱해졌다.”고 말했다. 하지만, “내 자신에 대해 별로 기분이 좋지 않았다”라고 말하며 그 시절의 캐스팅이 그다지 즐겁지 않았다고 말했다. 또, 덧붙여서 “뼈가 아팠고, 심혈관 문제가 있었고, 건강이 안 좋았고, 기분이 끔찍했어요.”라고 말했다. 덧붙여 “더이상 절대로 뚱뚱해지지 않겠다.”라고도 말했다. 남아프리카 공화국판 〈맨즈 헬스〉 2015년 7월호에서는 “사람들이 내 변화를 보고 자극을 받는다는 것을 알고 기분이 좋았어요.”라고 말했으며, 또 “근데 내가 영화 배우를 그만두면 예전의 뚱뚱한 놈으로 돌아갈 수 있다는 것을 알아야 해요. (중략) 운동하는 것이 건강에 얼마나 유익한지 알고 있어요, 나도 아이가 있으니까. 운동으로 인생을 20년, 30년 연장할 수 있어요.”라고 말했다.
프랫은 《가디언즈 오브 갤럭시》 전까지만 해도 뚱뚱하고 코믹스러우며 찌질하고 약간은 멍청해보이는 전형적인 캐릭터 배우로 알려져 있었다. 《가디언즈 오브 갤럭시》의 감독 제임스 건은 캐스팅 과정에서 뚱뚱했던 프랫에 대해 “정말 나는 그를 만나는 것조차 원치 않았죠.”라고 말했으나, 오디션장에서 프랫이 대본을 읽자마자 20초 만에 “맙소사, 바로 이 사람이다!”하고 하였다. 이 때까지 했던 연기들은 슈퍼히어로에 적합한 이미지는 아니였는데, 어떻게 해서 《가디언즈 오브 갤럭시》에 도전하게 되었냐는 질문에 프랫은 다음과 같이 말하기도 했다:
| “ | 대중도, 나 자신도, 내가 슈퍼히어로 타입은 아니라고 생각해왔다. (중략) 사실 이 영화를 찍기 전, 약간의 정체성 고민이 있었다. 난 코미디언일까 아니면 액션 배우일까, 나 자신도 확신이 서지 않았다. 그래서 둘 다를 보여줄 수 있는 역을 해보겠다 생각을 했는데, 마침 매니저가 계속 ‘가디언즈 오브 갤럭시’는 어때?'라고 물어왔다. 한번 해보기나 하자는 생각이었는데, 마침 제임스가 자기 색깔을 보여줄 수 있는 배우, 캐릭터를 자기 것으로 만들 수 있는 배우를 원한다고 하더라. ‘그래, 내 걸 보여주고 안되면 그만이지’라고 생각하고 오디션을 봤다. | ” |

《가디언즈 오브 갤럭시》를 촬영하기 위해 프랫은 운동을 하고 식이요법을 통해 살을 빼고 복근을 만들었다. 《가디언즈 오브 갤럭시》에서는 웃통 벗은 장면이 나오는데, 이 장면으로 프랫은 2015년 MTV 무비 어워드 최고의 웃통 벗은 연기상 부문에 후보로 올랐다. 이후로 《쥬라기 월드》를 거쳐 섹스 심벌이자 액션 배우의 이미지로 전향하였다. 〈엔터테인먼트 위클리〉와의 인터뷰에서 프랫은 “애나는 때때로 ‘잃지마, 왜냐하면 그것이 사람들이 너를 좋아하는 것이니까.’라고 나에게 상기하게 하고 말을 했어요. 나는 스스로를 설정했어요. 모드처럼요. 무슨 말이냐면요, 나는 더욱 액션 모드로 설정했어요. 사진에서 분명히 취했던 포즈를 보거나 사진을 보았을 때 당혹스러워한다는 것을 알아버렸거든요.”라면서 섹스 심벌이라는 호칭에 대해 특히 사랑에 있어서 반감을 나타냈다. 2014년에는 〈피플〉의 "살아있는 가장 섹시한 남자"에서 채닝 테이텀에 밀려 2위를 하였다.
2015년 〈맥스무비〉와 인터뷰에서 더 이상 코미디 연기를 하지 않을 것이냐는 질문에 다음과 같이 답했다:
| “ | 슈퍼히어로 물이나 이번 영화처럼 큰 영화에 출연하면서 배우로서 많은 경험을 하고 있다. 몇 년 전만 해도 상상할 수 없었던 감독들과 일할 수 있는 기회가 주어지고, 어린 팬들이 정말 많아졌다. 물론 내가 잘하는 코믹한 연기도 계속하겠지만 감독이 원하는 캐릭터에 맞출 수 있는 깊이 있는 배우가 되고 싶다. | ” |

프랫은 연기 방법 중 하나로 “그 영화에서 나는 밝은 오렌지색을 썼어요. 블레이즈 오렌지 같은 색. 내 (캐릭터의) 어머니가 나를 믿지 않고 내가 실패자라고 믿는다는 걸 잊지 않으려고요.”라면서 서로 다른 파장을 갖는 색깔이 사람에게도 영향을 준다는 사실에 기초한 기술을 쓴다고 말했다. 또, “촬영 중 그게 눈에 들어오면 내 감정 깊은 곳에 영향을 줘요.”라면서 카메라에 잡히지 않는 곳곳에 오렌지색 포스트잇을 붙였다.

## 사생활

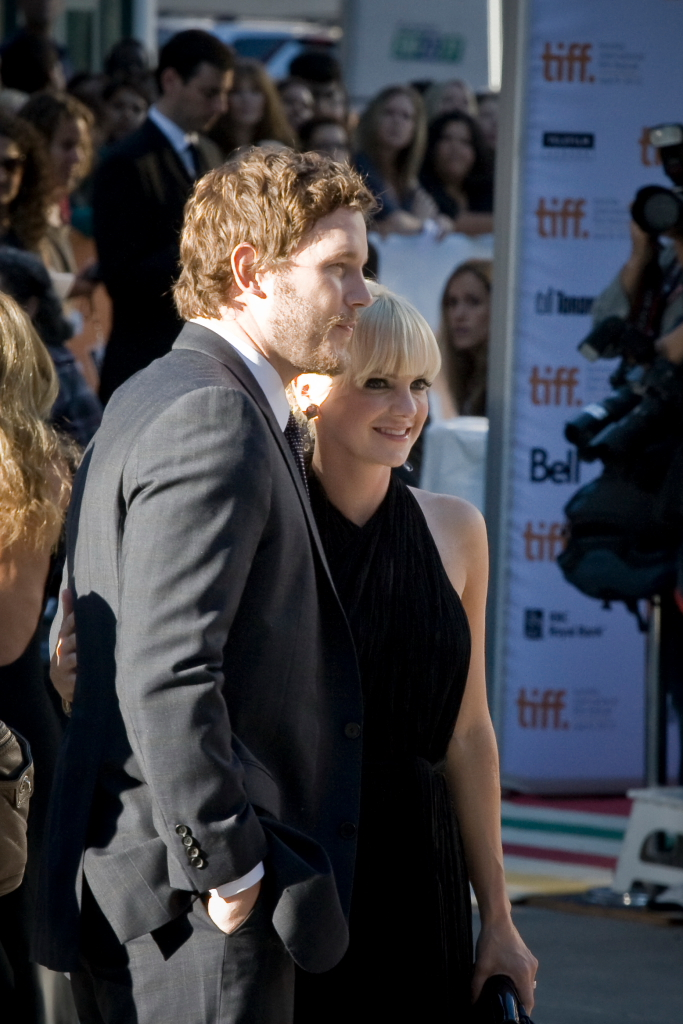
2011년 토론토 국제 영화제 《머니볼》 프리미어에서 프랫과 아내 애나 패리스

프랫은 2007년에 《테이크 미 홈 투나잇》 촬영장에서 배우 애나 패리스와 처음 만났다. 2008년 하반기에 약혼하였으며, 2009년 7월 9일 발리에서 결혼식을 올렸다. 둘은 로스앤젤레스의 할리우드힐스에 살고 있다. 아들 잭(Jack)은 2012년 8월 태어났다. 기독교도인 프랫은 조산으로 낳은 아들 잭을 위해 부인과 끊임없이 기도했으며 그로 인해 믿음을 되찾았다고 말했다. 아내인 애나 패리스와 2017년 8월 7일 법적 별거를 발표했다.
프랫은 총에 대해 관심이 많으며, 수집을 한다. 총을 30여자루 정도 집에 보관하고 있으나, 〈에스콰이어〉와의 인터뷰에서 총기 규제와 이력 조희의 필요성을 지지하며, 정신적으로 문제가 있는 사람들의 손에 총이 들어가는 것은 막아야한다며 무조건적인 총기 애호가는 아니다라고 하였다. 또한 부인인 패리스에게 총을 사주며 누군가 집에 침입하면 “그런 놈들은 대가리를 날려버려.”라고 하였다. 사냥 또한 즐겨하는 취미로, 2003년 《에버우드》 촬영을 위해 유타주로 이동했을 때, 사냥에 대해 열정을 가지게 되었다. 낚시 또한 즐겨하는 취미이다. 프랫과 패리스 부부는 죽은 곤충 박제 수집에 대해 취미가 있다.

## 기타
- 아널드 슈워제네거의 사위이다.
- 레이레 마르티네스보다 하루 일찍 태어났다.
- 게임 제작에도 관여했는데 슈퍼 마리오 리메이크의 모션캡처를 담당했다.[68]

## 수상 및 후보 목록
| 연도 | 상                                 | 부문                      | 출연 작품                               | 결과 |
| ---- | ---------------------------------- | ------------------------- | --------------------------------------- | ---- |
| 2004 | 틴 초이스 어워드                   | 사이드킥상                | 《에버우드》                            | 후보 |
| 2005 | 틴 초이스 어워드                   | 사이드킥상                | 《에버우드》                            | 후보 |
| 2012 | 워싱턴 D.C. 영화 비평가 협회상     | 앙상블상                  | 《제로 다크 서티》                      | 후보 |
| 2013 | 크리틱스 초이스 텔레비전상         | 코미디 시리즈 남자 조연상 | 《팍스 앤 레크리에이션》                | 후보 |
| 2013 | 골든 래즈베리상                    | 최악의 스크린 콤보상      | 《무비 43》                             | 후보 |
| 2014 | 시네마콘 어워드                    | 올해의 주목할만한 배우상  | 빈칸                                    | 수상 |
| 2014 | 디트로이트 영화 비평가 협회상      | 앙상블상                  | 《가디언즈 오브 갤럭시》                | 수상 |
| 2014 | 디트로이트 영화 비평가 협회상      | 뜨는 아티스트상           | 《가디언즈 오브 갤럭시》                | 후보 |
| 2014 | 골든 슈모스 어워드                 | 올해의 주목할만한 배우상  | 《가디언즈 오브 갤럭시》                | 수상 |
| 2014 | 골든 슈모스 어워드                 | 올해의 셀러브리티상       | 빈칸                                    | 2등  |
| 2014 | 인디애나 영화 언론인 협회상        | 보컬/모션 캡처 연기상     | 《레고 무비》                           | 후보 |
| 2014 | 틴 초이스 어워드                   | 애니메이션 영화 목소리상  | 《레고 무비》                           | 후보 |
| 2014 | 영 할리우드 어워드                 | 슈퍼히어로상              | 《가디언즈 오브 갤럭시》                | 후보 |
| 2015 | 새턴상                             | 남우주연상                | 《가디언즈 오브 갤럭시》                | 수상 |
| 2015 | 피플스 초이스 목소리 연기상        | 앙상블상                  | 《레고 무비》                           | 수상 |
| 2015 | 피플스 초이스 목소리 연기상        | 목소리 연기 남자배우상    | 《레고 무비》                           | 후보 |
| 2015 | 크리틱스 초이스 어워드             | 액션 영화 남자 배우상     | 《가디언즈 오브 갤럭시》                | 후보 |
| 2015 | 센트럴 오하이오 영화 비평가 협회상 | 올해의 배우상             | 《가디언즈 오브 갤럭시》, 《레고 무비》 | 후보 |
| 2015 | 센트럴 오하이오 영화 비평가 협회상 | 앙상블상                  | 《가디언즈 오브 갤럭시》                | 후보 |
| 2015 | 주피터상                           | 국제 배우상               | 《가디언즈 오브 갤럭시》                | 수상 |
| 2015 | 키즈 초이스 어워드                 | 액션 배우상               | 《가디언즈 오브 갤럭시》                | 후보 |
| 2015 | MTV 무비 어워드                    | 남자 연기상               | 《가디언즈 오브 갤럭시》                | 후보 |
| 2015 | MTV 무비 어워드                    | 웃통 벗은 연기상          | 《가디언즈 오브 갤럭시》                | 후보 |
| 2015 | MTV 무비 어워드                    | 음악 순간상               | 《가디언즈 오브 갤럭시》                | 후보 |
| 2015 | MTV 무비 어워드                    | 코미디 연기상             | 《가디언즈 오브 갤럭시》                | 후보 |
| 2015 | MTV 무비 어워드                    | 히어로상                  | 《가디언즈 오브 갤럭시》                | 후보 |
| 2015 | 온라인 영화 & 텔레비전 협회상      | 주목할만한 연기상         | 《가디언즈 오브 갤럭시》                | 수상 |
| 2015 | 온라인 영화 & 텔레비전 협회상      | 목소리 연기상             | 《레고 무비》                           | 후보 |
| 2015 | 쇼티상                             | 소셜 미디어 배우상        | 빈칸                                    | 수상 |
| 2015 | 틴 초이스 어워드                   | 여름의 영화 배우상        | 《쥬라기 월드》                         | 후보 |